# Parafia św. Aleksandra w Pont-de-Chéruy
Parafia św. Aleksandra – etnicznie grecka parafia prawosławna w Pont-de-Chéruy. 